# Хэмлин, Гарри
Гарри Робинсон Хэмлин (англ. Harry Robinson Hamlin, род. 30 октября 1951) — американский актёр, наиболее известный благодаря роли в сериале NBC «Закон Лос-Анджелеса», где он снимался с 1986 по 1991 год. В 1987 году журнал People назвал Хэмлина «Самым сексуальным мужчиной года».

## Карьера

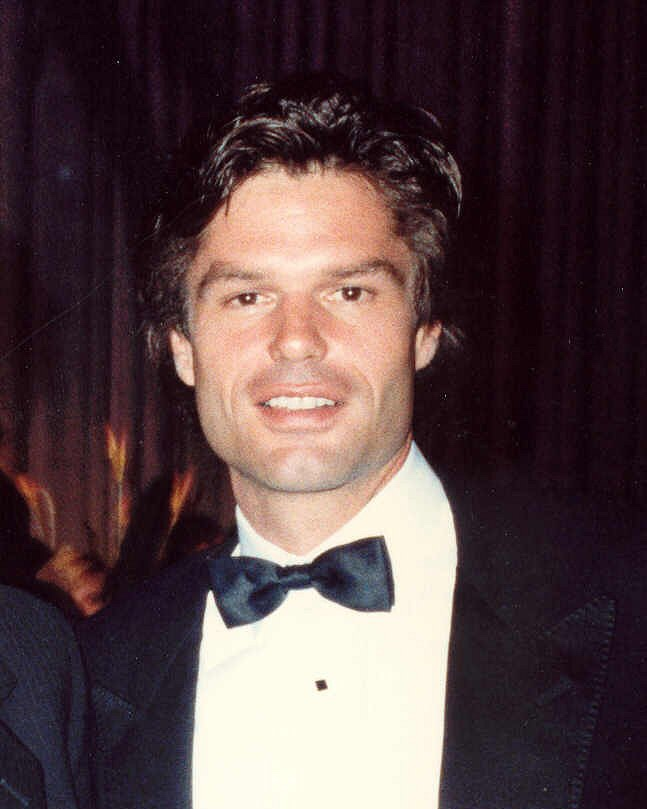
1987 год

Хэмлин дебютировал на большом экране в фильме 1978 года «Кино, кино», за роль в котором номинировался на премию «Золотой глобус» в категории за «Лучший кинодебют». В 1981 году он сыграл ведущую роль в коммерчески успешном кинофильме «Битва титанов». В 1982 году Хэмлин сыграл ведущую роль в фильме «Занимаясь любовью» с Кейт Джексон и Майклом Онткином, новаторской драме о женатом на женщине гее производства 20th Century Fox. Фильм не имел коммерческого успеха и Хэмлин никогда более не получал ролей в Голливудских фильмах.
После недолгой карьеры в кино, в 1984 году Хэмлин переместился на телевидение. Он снялся в мини-сериалах «Интриганка» и «Космос», а затем в двух десятках сделанных для телевидения фильмах мыльной тематики. В 1986 году он взял на себя роль адвоката Майкла Козака в сериале NBC «Закон Лос-Анджелеса». Роль принесла ему три номинации на «Золотой глобус» за лучшую мужскую роль в телевизионном сериале — драма. На волне успеха сериала он был назван «Самым сексуальным мужчиной» по версии журнала People. Хэмлин покинул сериал после пяти сезонов в 1991 году. В 1999 году он попытался вернуться на телевидение с главной ролью в ситкоме The WB «Звёзды кино» с Дженнифер Грант, но шоу было закрыто после двух коротких сезонов.
В ходе 2000-х и 2010-х годов Хэмлин брал на себя второстепенные роли в сериалах «Вероника Марс» (UPN, 2004—2006), «Армейские жёны» (Lifetime, 2010—2011), «Бесстыдники» (Showtime, 2012—2014) и «Безумцы» (AMC, 2013—2014). За роль в последнем он номинировался на «Эмми» в категории «Лучший приглашённый актёр в драматическом телесериале» в 2013 году. Также Хэмлин появился в «Прикосновение ангела», «Закон и порядок», «Закон и порядок: Специальный корпус», «Остров Харпера» и «Хор». В дополнение к этому он выступал в третьем сезоне реалити-шоу «Танцы со звездами», а в 2012 стал лицом рекламы подгузников для взрослых вместе с Лизой Ринной.

## Личная жизнь

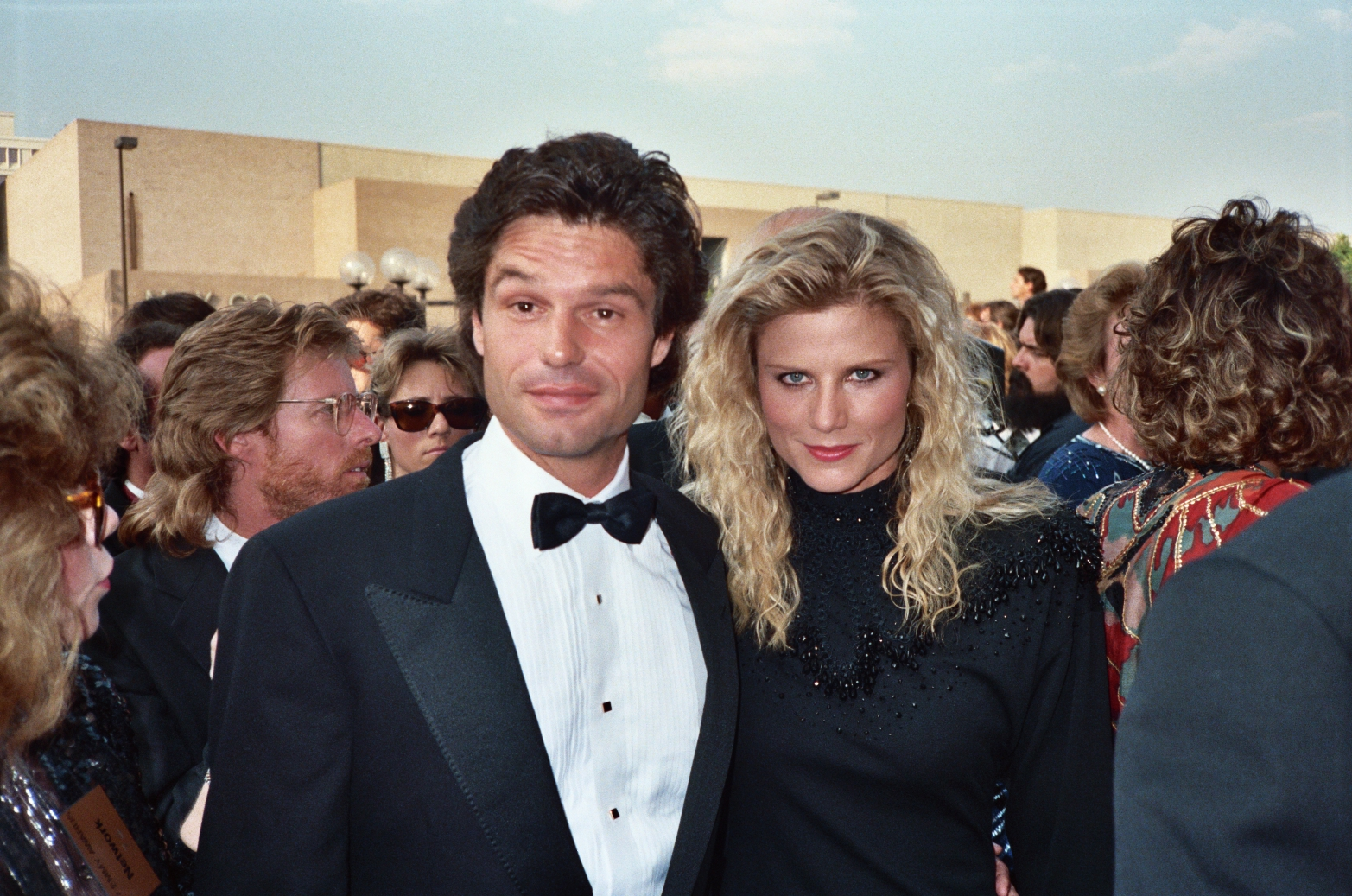
Хэмлин с Лорой Джонсон в 1987 году

С 1979 по 1983 год Хэмлин состоял в отношениях с актрисой Урсулой Андресс, партнершей по фильму «Битва титанов», у них есть общий сын. С 1985 по 1989 год он был в браке с актрисой «Фэлкон Крест» Лорой Джонсон. Их развод весьма активно обсуждался в жёлтой прессе на фоне того, что Хэмлин сразу начал встречаться с актрисой из сериала «Тихая пристань» Николетт Шеридан. В браке с Шеридан он был с 1991 по 1993 год.
В 1997 году Хэмлин женился на актрисе Лизе Ринне из «Мелроуз Плейс». У них есть две дочери. Делайла, 1998 года рождения, и Амелия 2001-го. Они обе снимались вместе с родителями в реалити-шоу TV Land «Гарри любит Лизу» в 2010 году. В 2014 году вся семья актёра снималась в реалити-шоу «Настоящие домохозяйки Беверли-Хиллз».